# Думбревіца (Ботошань)
Думбревіца (рум. Dumbrăvița) — село у повіті Ботошані в Румунії. Входить до складу комуни Ібенешть.
Село розташоване на відстані 399 км на північ від Бухареста, 35 км на північний захід від Ботошань, 129 км на північний захід від Ясс.

## Населення
За даними перепису населення 2002 року у селі проживали 1804 особи, усі — румуни. Усі жителі села рідною мовою назвали румунську.